# Furoshiki

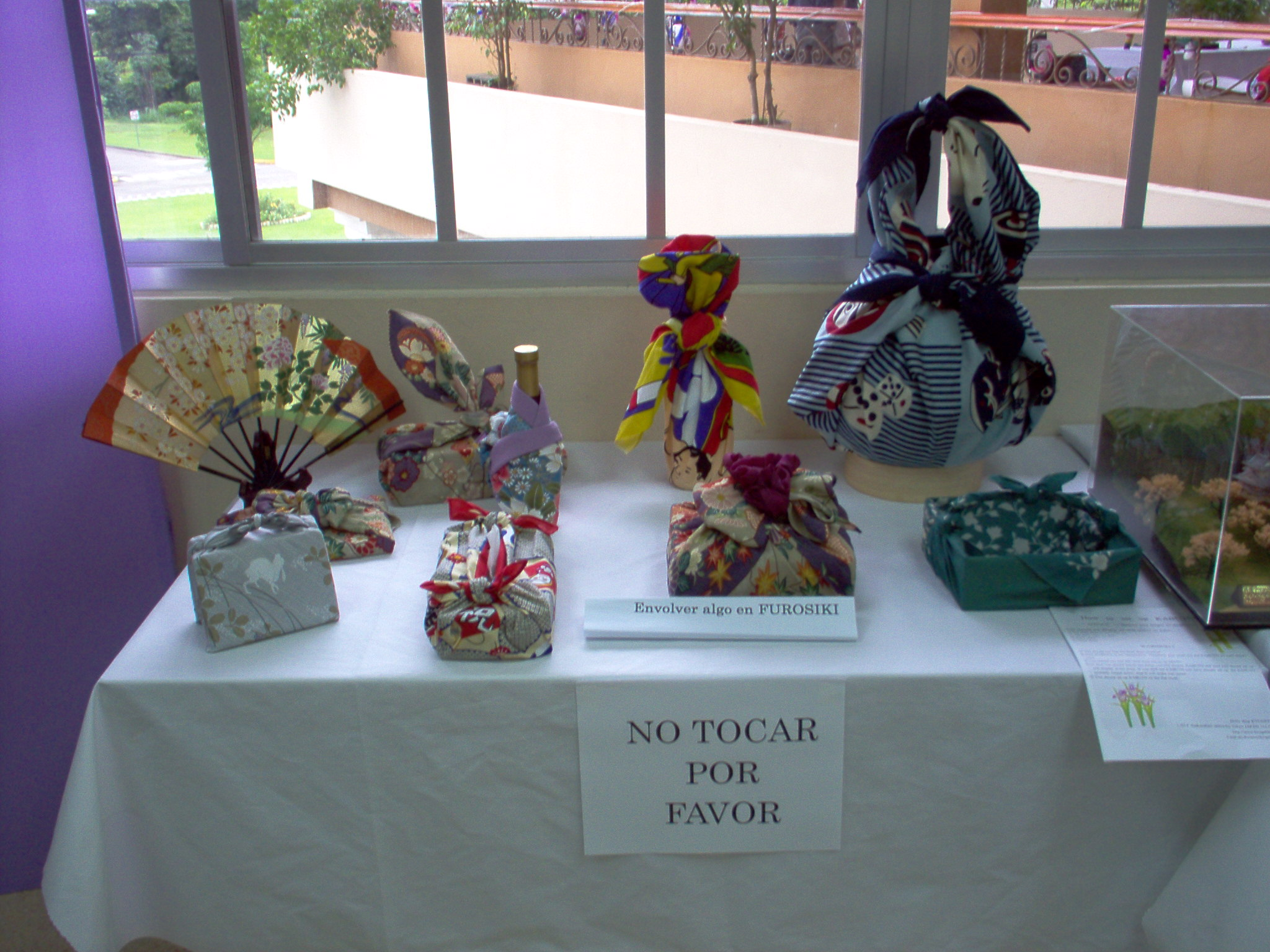
Furoshiki enveloppant divers paquets.

Le furoshiki (風呂敷) est une technique japonaise traditionnelle de pliage et de nouage du tissu utilisée pour l'emballage de cadeaux et le transport de divers objets du quotidien comme des vêtements, le bentō, les pastèques, etc.

## Histoire

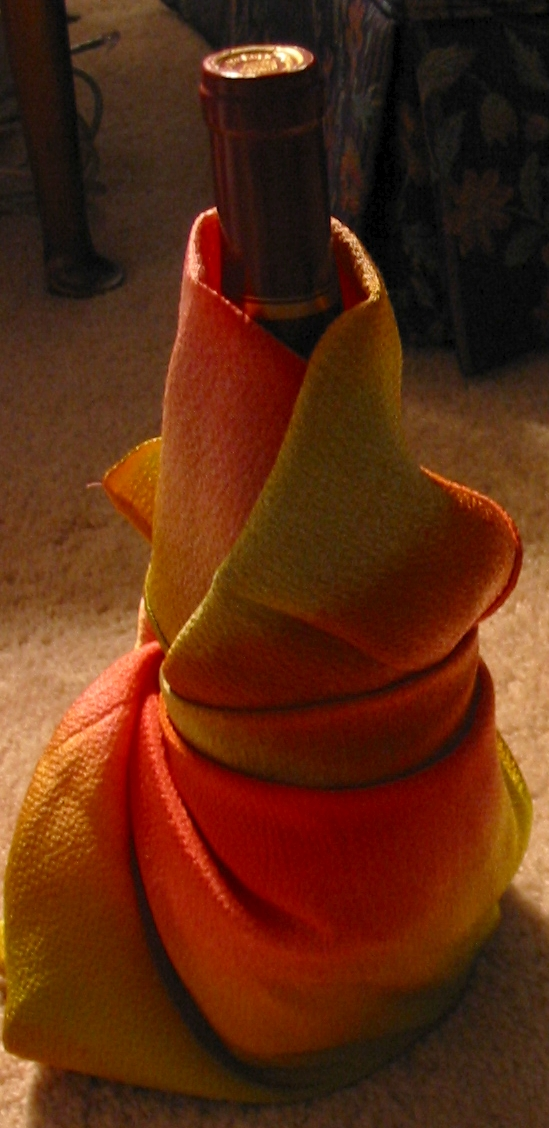
Autour d'une bouteille.

Son existence remonte probablement à l'ère Nara (710-794 ap. J.-C.), où il était destiné à protéger les objets de valeur. Il était autrefois nommé tsutsumi, pour indiquer « emballage ». Il était employé à cette époque pour préserver les objets du trésor impérial. Durant l'ère Heian, ce tissu est essentiellement utilisé pour envelopper les vêtements et est d’ailleurs appelé koromozutsumi, qui signifie littéralement « emballage vêtement ».
On lui donne le nom de hirazutsumi (平包, « paquet à plat ») 400 ans après pour indiquer un paquet à plat. La simplicité d'emballer ses affaires dans un tissu est devenue monnaie courante suite aux pillages lors des nombreuses guerres ou lors de pèlerinages. Les longues journées de travail de l'époque dans les champs nécessitaient de pouvoir emporter et attacher ses affaires, ce que le tissu plié permettait.
Le nom, signifiant « (quelque chose) étalé au bain » (風呂に敷く（もの）, furo ni shiku (mono)), provient de l'ère Muromachi et s'est ensuite généralisé lors de l'ère Edo, pour perdurer jusqu'à aujourd'hui. On l'utilisait alors pour emmener les affaires nécessaires ou empaqueter les vêtements aux bains publics (銭湯, sentō). Il est possible que l'usage du furoshiki se soit étendu comme un moyen de transport, de protection et de décoration pour les produits des marchands.
Rattaché à la haute société, ce symbole fut réemployé par les marchands de l'époque pour mieux vendre leurs produits. Il était devenu un support publicitaire, mais surtout, il était en train de se généraliser.
Depuis l'après-guerre, les furoshiki tombaient doucement en désuétude au Japon, en grande partie depuis l'apparition du sac plastique. Cependant, dans un souci environnemental, le ministère de l'Environnement et des associations écologiques japonaises tentent de les remettre en vogue. Il devient le symbole du mottainai, un concept japonais qui consiste au rejet du gaspillage.
En 2018, la mairie de Paris organise un grand événement dans le cadre du Tandem Paris-Tokyo, sur une idée de Yuriko Koike, gouverneure de Tokyo. Un furoshiki géant, imaginé par l'Atelier Tsuyoshi Tane Architects (ATTA), est installé sur le parvis de l'hôtel de ville.

## Tailles
Les furoshiki actuels peuvent être réalisés dans de nombreux tissus, comme la soie, le coton, la viscose ou le nylon. Ils sont souvent décorés de motifs traditionnels ou par du shibori ou du chirimen. Sa forme est traditionnellement rectangulaire mais est actuellement le plus souvent carrée, afin de favoriser la production industrielle. La taille du furoshiki varie en fonction de l'usage que l'on veut en faire :
- 45 cm de côté : pour emballer de l’argent (période de fête ou funérailles),
- 50 ou 52 cm de côté : pour transporter une boite à bento ou emballer de petits cadeaux,
- 68, 70 ou 75 cm de côté : les plus adaptables pour emballer des cadeaux,
- 90 cm de côté : pour emballer une bouteille, un livre ou réaliser un petit sac,
- 105 ou 118 cm de côté : les plus adaptables pour réaliser des sacs,
- 128 ou 140 cm de côté : pour emballer des vêtements ou réaliser un grand panier à pique-nique,
- 150 cm de côté : pour le transport ou l'emballage d'un objet encombrant,
- 175 ou 195 ou 230 cm de côté : pour transporter des futons et des couettes par exemple pour un déménagement.

## Couleurs et motifs
Les couleurs et les motifs du furoshiki qui va servir à offrir un cadeau varient en fonction de l'occasion, de la saison et de la personne à qui on offre le présent. Les teintes comme le rouge, le doré, le vert clair et le bleu clair sont destinées aux évènements heureux tandis que les tons plus foncés sont plus appropriés pour les évènements tristes, où les couleurs vives sont à proscrire. Le violet est symbole de longévité, il peut être utilisé pour n'importe quelle situation.
Les motifs eux aussi ont une signification et sont utilisés pour des occasions précises.
Des motifs végétaux :
- la fleur de cerisier, sakura, au printemps,
- la feuille d'érable, momiji, en automne,
- la fleur de prunier, ume ; le pin, matsu ; le bambou, take ; les vagues, seigaiha, symboles de bon présage,
- le motif d'arabesques, karakusa, associé à du vert symbolisant le bonheur,
- le chrysanthème, kiku, symbole de vertu et de longévité,
- la pivoine, botan, symbole de noblesse.

Des motifs animaliers :
- le lapin, usagi, porte-bonheur, souvent combiné avec les plantes d'automne et la pleine lune,
- la grue, tsuru, représente la victoire et apporte les bonnes nouvelles (motif approprié pour les naissances et les mariages),
- le coquillage, kai-awase, symbole de fidélité maritale (utilisé pour les mariages également).

## Types defuroshiki
Principaux types :
- bin-zutsumi pour une bouteille

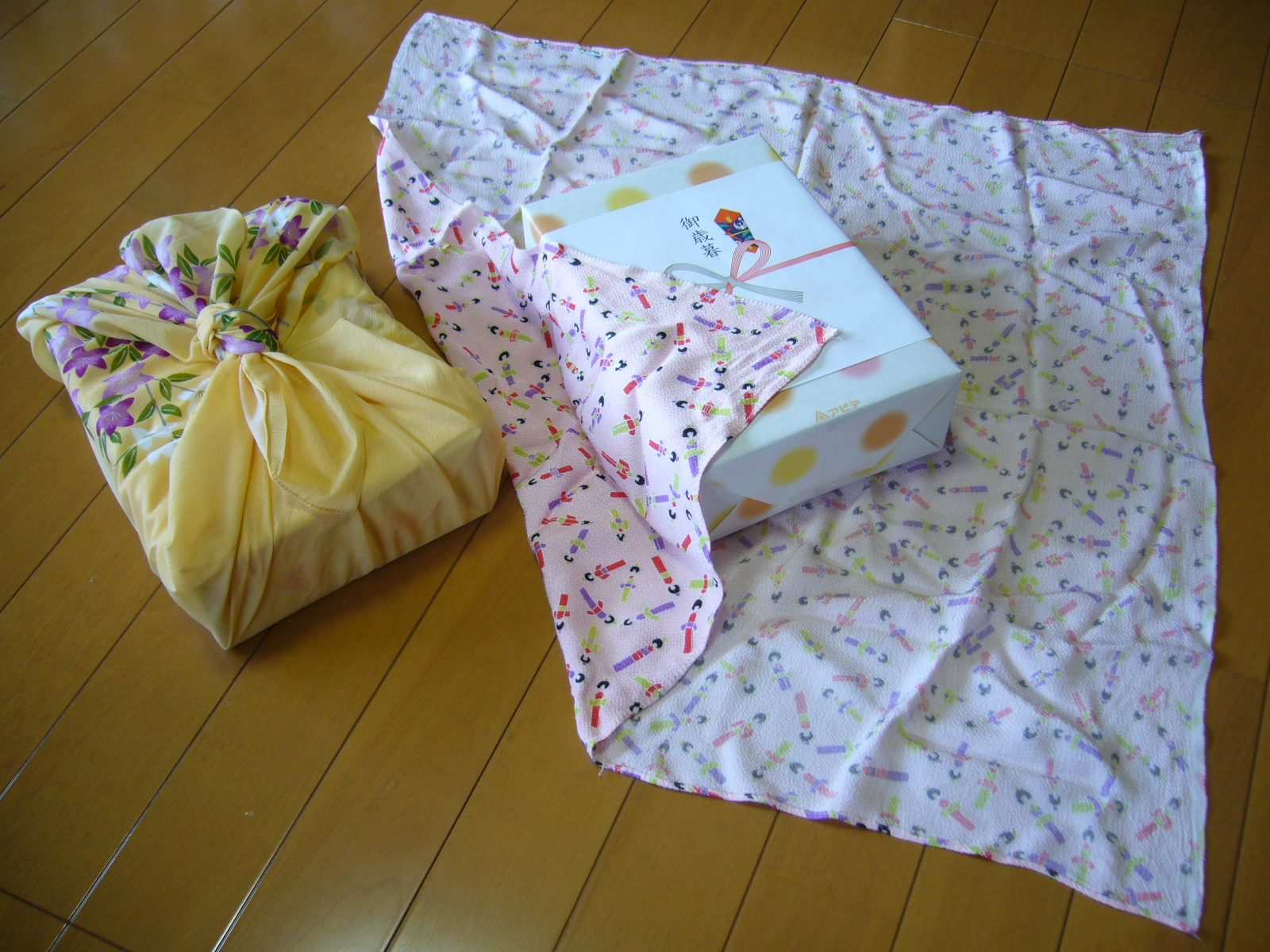
Autour d'une boîte.

- hikkake-zutsumi pour une boîte allongée
- hirazutsumi pour une boîte carrée ou rectangulaire
- kakushi-zutsumi pour une boîte carrée ou rectangulaire, nœud caché
- maki-zutsumi pour un objet long et cylindrique
- otsukai-zutsumi pour une boîte carrée ou rectangulaire, nœud apparent
- suika-zutsumi pour un objet rond